# 유전 프로그래밍
유전 프로그래밍(Genetic programming)은 사용자가 원하는 작업을 수행하는 컴퓨터 프로그램을 찾아내는 방법이다. 생물학적 진화를 통해 착안한 알고리즘으로, 유전 알고리즘의 확장된 형태이고 기본적인 특성은 기존 유전 알고리즘 방식과 흡사하다. 하지만 간단한 명령어 집합을 이용하는 특성 때문에 개개의 결과물은 작은 하나의 컴퓨터 프로그램이 되어 기존 방식에 비해 복잡한 계산도 수행 가능한 것이 큰 장점이다.

## 종류

### 트리(tree) 모델
존 코자(John Koza)에 의해 처음 제안된 방식으로 리스프와 비슷한 트리 구조의 명령을 이용해 계산을 하는 것이 특징이다.

### 스택(stack) 모델
Forth와 비슷한 스택을 기반으로 하는 명령을 이용해 계산을 한다. 빠른 속도를 보장 하는 것이 특징이다.

## 관련 기법
- 유전 알고리즘

## 같이 보기
- 귀납적 프로그래밍